# Francisca (film)
Francisca è un film del 1981 diretto da Manoel de Oliveira.
È stato presentato nella Quinzaine des Réalisateurs al 34º Festival di Cannes.
Con questo film si chiude la "tetralogia degli amori frustrati" del regista portoghese, iniziata nel 1972 con Il passato e il presente, seguito da Benilde o la Vergine Madre (1975) e Amore di perdizione (1978).

## Trama
Nel Portogallo di metà XIX secolo ridimensionato nel suo ruolo internazionale dalla recente indipendenza del Brasile e lacerato, al suo interno, dallo scontro tra le fazioni liberale e assolutista, capeggiate dai figli del defunto re Giovanni VI, ha luogo la tragica storia d'amore tra Francisca e José Augusto, rampolli della ricca borghesia del Nord.
Il giovane, orfano recente della madre, frequentatore di un ambiente letterario e mondano impregnato di un esausto sentimentalismo byroniano, rapisce, nonostante l'avviso contrario del suo amico Camilo, scrittore e articolista, Francisca, appartenente ad una famiglia di origini inglesi. Il suo malato narcisismo, l'incapacità di affrontare i pregiudizi e le convenzioni del suo mondo d'origine sono destinati a causare l'infelicità della sposa e la sua prematura fine. Assalito dal rimorso, anche a seguito della scoperta della verginità di lei, si abbandona all'oppio, trovandovi la morte.

## Critica
- "(...) La sua raffinata eleganza formale ne riscatta l'impianto teatrale con impieghi di una tecnica narrativa da cinema muto" (M. Morandini)[3]

Il film di Manoel de Oliveira, presentato alla Biennale di Venezia del 1981, costituiva ancora una novità per l'Italia, dove, fino ad allora, Il passato e il presente era «il solo film del maestro conosciuto». Proposto come «personalità fra le più geniali e raffinate dell'intero cinema contemporaneo (...), debitore della letteratura, del teatro e delle arti figurative», in realtà è cinema, che mette in scena attraverso uno stile personale ed eccezionale, così ancora l'inviato del Corriere della Sera alla Biennale, una «somma di riflessioni sulla cultura, i miti, la tradizione del Portogallo».
De Oliveira rimane fedele al suo stile della teatralità e della staticità, «di un cinema molto dialogato che andrebbe visto e rivisto, ascoltato e riascoltato» pur mancando il linguaggio cinematografico «della prerogativa che ha il lettore di un libro di scegliersi il tempo di fruizione dell'opera». «Come si era già visto in Amor de Perdição, de Oliveira raggela l'azione disponendo i personaggi come in un tableau - vivant. I personaggi assumono una posizione plastica e statica, compongono dei quadri, o meglio ancora sembrano degli attori su un palcoscenico, (...)».
Nel 1980 Oliveira ha 72 anni e questo film non è che il sesto lungometraggio e il tempo perduto sotto Salazar parrebbe impossibile da recuperare. Egli sembra rendersene conto realizzando in fretta un film che lui spererebbe postumo, considerato il tema trattato, come è scritto sui Cahiers du cinéma in occasione del ritorno nelle sale cinematografiche parigine nell'estate del 2023 di Francisca; si tratta di Visite ou Mémoires et confessions (girato nel 1982 e che uscirà nel 2016), il ritratto della propria casa che è costretto a vendere. Riguardo all'interpretazione di Francisca è stato notato come l'attrice protagonista della pellicola, Teresa Menezes, che apparirà ancora soltanto un'altra volta, in No, la folle gloria del comando, per poi sparire dagli schermi, sia somigliantissima a Leonor Silveira, anche nel tono della voce, la quale si affermerà dodici anni più tardi, musa del regista, in Val Abraham, il cui soggetto, ispirato a Madame Bovary, è tratto dal romanzo di Agustina Bessa-Luís, la cui collaborazione col regista inizia proprio con Francisca. La croce delle donne è portata in modo diverso dai due personaggi, Emma morirà non per essersi sottomessa alle voglie di un uomo dominatore, ma nel suo percorso verso l'emancipazione. Inconsapevolmente il regista aveva messo tra le ultime parole di Francisca: «Je reviendrai».
Nel film viene messo in scena lo scrittore Camilo Castelo Branco, autore del romanzo Amore di perdizione; egli è uno dei «due uomini che si contendono l'amore di Fanny (ovvero Francisca) provocando al tempo stesso, per cinici e perversi presupposti di onore, la propria rovina e quella della donna amata». Castelo Branco è la fonte dei dialoghi del film e Agustina Bessa-Luís «nella prefazione al romanzo dice di aver operato una sorta di "collage" (cfr. Agustina Bessa-Luís, Fanny Owen, Guimarães Editores, Lisbona, 1979). Tutte le parole che Castelo Branco pronuncia nel romanzo e di conseguenza nel film sono state scritte da lui nei racconti, negli appunti, nei diari».